# Ilhas Argentinas
As ilhas argentinas são um grupo de ilhas do arquipélago Wilhelm da Antártida, situado a 5 nmi (9 km) sudoeste da Ilha Petermann, e 4 nmi (7 km) noroeste de Cape Tuxen na Península de Kiev em Graham Land. Eles foram descobertos pela Expedição Antártica Francesa, 1903-05, sob o comando de Jean-Baptiste Charcot, e nomeados por ele em homenagem à República Argentina, em agradecimento ao apoio do governo à sua expedição.

## História
A expedição britânica Graham Land, comandada por John Riddoch Rymill, foi baseada nas ilhas argentinas em 1935 e conduziu um levantamento completo delas.  A expedição construiu uma cabana na Ilha Winter, que foi usada como base ao norte; foi deixado no local no final da expedição, mas destruído por volta de 1946. No ano seguinte, o British Falkland Islands Dependencies Survey estabeleceu uma base permanente no mesmo local, como " Base F " (ou "Ilhas Argentinas"); o edifício principal desta base, Wordie House, é agora um sítio histórico protegido (HSM-61). A base foi transferida para a Ilha Galindez em 1954, rebatizada de "Faraday" em 1977 e transferida para o programa Antártico Ucraniano em 1996, que continua a operá-la como Base de Pesquisa Vernadsky.

## Clima
As ilhas argentinas têm um clima polar que se encontra na zona de transição entre um clima de calota polar e um clima de tundra, apresentando uma versão invulgarmente continental desse clima por estar no oceano.
| Dados climáticos para Ilhas Argentinas               | Dados climáticos para Ilhas Argentinas | Dados climáticos para Ilhas Argentinas | Dados climáticos para Ilhas Argentinas | Dados climáticos para Ilhas Argentinas | Dados climáticos para Ilhas Argentinas | Dados climáticos para Ilhas Argentinas | Dados climáticos para Ilhas Argentinas | Dados climáticos para Ilhas Argentinas | Dados climáticos para Ilhas Argentinas | Dados climáticos para Ilhas Argentinas | Dados climáticos para Ilhas Argentinas | Dados climáticos para Ilhas Argentinas | Dados climáticos para Ilhas Argentinas |
| Mês                                                  | Jan                                    | Fev                                    | Mar                                    | Abr                                    | Mai                                    | Jun                                    | Jul                                    | Ago                                    | Set                                    | Out                                    | Nov                                    | Dez                                    | Ano                                    |
| ---------------------------------------------------- | -------------------------------------- | -------------------------------------- | -------------------------------------- | -------------------------------------- | -------------------------------------- | -------------------------------------- | -------------------------------------- | -------------------------------------- | -------------------------------------- | -------------------------------------- | -------------------------------------- | -------------------------------------- | -------------------------------------- |
| Recorde alta °C (°F)                                 | 7.8 (46)                               | 8.3 (46.9)                             | 7.8 (46)                               | 7.2 (45)                               | 6.1 (43)                               | 4.4 (39.9)                             | 3.9 (39)                               | 7.2 (45)                               | 5.0 (41)                               | 5.6 (42.1)                             | 5.0 (41)                               | 6.1 (43)                               | 8.3 (46.9)                             |
| Média alta °C (°F)                                   | 2.2 (36)                               | 1.7 (35.1)                             | 1.1 (34)                               | −1.7 (28.9)                            | −5.0 (23)                              | −6.1 (21)                              | −7.2 (19)                              | −7.8 (18)                              | −6.1 (21)                              | −2.2 (28)                              | −0.6 (30.9)                            | 1.7 (35.1)                             | −2.5 (27.5)                            |
| Média diária °C (°F)                                 | 0.3 (32.5)                             | −0.3 (31.5)                            | −0.8 (30.6)                            | −3.6 (25.5)                            | −7.5 (18.5)                            | −9.2 (15.4)                            | −10.6 (12.9)                           | −11.7 (10.9)                           | −10.0 (14)                             | −5.6 (21.9)                            | −3.6 (25.5)                            | −0.6 (30.9)                            | −5.3 (22.5)                            |
| Média baixa °C (°F)                                  | −1.7 (28.9)                            | −2.2 (28)                              | −2.8 (27)                              | −5.6 (21.9)                            | −10.0 (14)                             | −12.2 (10)                             | −13.9 (7)                              | −15.6 (3.9)                            | −13.9 (7)                              | −8.9 (16)                              | −6.7 (19.9)                            | −2.8 (27)                              | −8.0 (17.6)                            |
| Recorde baixa °C (°F)                                | −8.3 (17.1)                            | −8.9 (16)                              | −12.8 (9)                              | −16.7 (1.9)                            | −29.4 (−20.9)                          | −33.9 (−29)                            | −36.1 (−33)                            | −36.1 (−33)                            | −38.9 (−38)                            | −27.8 (−18)                            | −22.2 (−8)                             | −10.6 (12.9)                           | −38.9 (−38)                            |
| Média precipitação mm (pol.)                         | 22.9 (0.902)                           | 73.7 (2.902)                           | 50.8 (2)                               | 71.1 (2.799)                           | 20.3 (0.799)                           | 33.0 (1.299)                           | 22.9 (0.902)                           | 27.9 (1.098)                           | 53.3 (2.098)                           | 25.4 (1)                               | 10.2 (0.402)                           | 48.3 (1.902)                           | 460.0 (18.11)                          |
| Fonte: Sistema de Clasificación Bioclimática Mundial |                                        |                                        |                                        |                                        |                                        |                                        |                                        |                                        |                                        |                                        |                                        |                                        |                                        |

## Lista de ilhas
- Black Island
- Corner Island
- Corner Rock
- Ilha Galindez
- Ilha Skua
- Ilha de Inverno